# Acid Eyes
Acid Eyes(에시드 아이즈)는 2023년 모드하우스에 의해 결성된 대한민국의 걸 그룹 트리플에스의 첫 번째 협동 서브 유닛이다. 구성원은 Acid Angel from Asia와 +(KR)ystal Eyes으로 이루어져 있다. 이 8인조는 2023년 7월 6일 싱글 음반 Cherry Gene와 함께 데뷔했다.

## 구성원
| 이름   | 소개                                                                        |
| ------ | --------------------------------------------------------------------------- |
| 김유연 | - 출생일: 2001년 2월 9일(24세) - 출생지: 대한민국 서울특별시 서초구 반포동  |
| 김나경 | - 출생일: 2002년 10월 13일(22세) - 출생지: 대한민국 울산광역시 중구 약사동  |
| 윤서연 | - 출생일: 2003년 8월 6일(21세) - 출생지: 대한민국 대전광역시 중구           |
| 김채연 | - 출생일: 2004년 12월 4일(20세) - 출생지: 대한민국 서울특별시 강북구        |
| 공유빈 | - 출생일: 2005년 2월 3일(20세) - 출생지: 대한민국 경기도 용인시 기흥구      |
| 이지우 | - 출생일: 2005년 10월 24일(19세) - 출생지: 대한민국 서초구 잠원동           |
| 정혜린 | - 출생일: 2007년 4월 12일(18세) - 출생지: 대한민국 대구광역시 수성구 황금동 |
| 김수민 | - 출생일: 2007년 10월 3일(17세) - 출생지: 대한민국 대구광역시 중구 남산동   |

## 디스코그래피

### 싱글
- Cherry Gene - 2023년 7월 6일 발매

### 디지털 싱글
- Cherry Gene 'Baddest Mix' (Acid Eyes의 노래) - 2023년 (음반: Cherry Gene)